# Stelis laticincta
Stelis laticincta är en biart som beskrevs av Cresson 1878. Stelis laticincta ingår i släktet pansarbin, och familjen buksamlarbin. Inga underarter finns listade i Catalogue of Life.